# Jean-Jacques Krafft
Pour les articles homonymes, voir Krafft.
 (mars 2013).
Si vous disposez d'ouvrages ou d'articles de référence ou si vous connaissez des sites web de qualité traitant du thème abordé ici, merci de compléter l'article en donnant les références utiles à sa vérifiabilité et en les liant à la section « Notes et références ».
 (mars 2013).
- Si vous ne connaissez pas le sujet, laissez ce bandeau (vous pouvez alors contacter les auteurs).
- Si vous supprimez le contenu mis en cause (vous pouvez préalablement contacter les auteurs),

argumentez précisément cette suppression dans la page de discussion
(un manque de référence n'est pas un argument ; une recherche réelle de référence doit avoir été effectuée, être formellement documentée).
Jean-Jacques Krafft, né dans le 20e arrondissement de Paris le 6 septembre 1910 et mort le 10 mars 1997 à Rambouillet, est un sculpteur français.

## Biographie
Jean-Jacques Krafft est né dans une famille lorraine émigrée à Paris quelques années après 1870. Son père, né allemand près de Forbach, a été réintégré français en 1883 à Paris où il devint ébéniste-plaqueur dans le faubourg Saint-Antoine.
Ses grands-parents paternels étaient tous deux nés à Etzling près de Forbach en Moselle, village voisin de celui de Spicheren où un membre, alors curé, de la parentèle de sa grand-mère, Catherine Collewald, a depuis donné son nom à une rue pour s'être illustré, en soignant dans son presbytère, assisté de religieuses, les blessés des deux camps, pendant l'une des grandes batailles de la guerre de 1870 à laquelle la commune a elle-même donné son nom.
Son grand-père maternel, Jean-Baptiste Demuth Demuth, né en 1831 à Diekirch dans le Grand-duché du Luxembourg eut, après avoir d'abord servi dans la légion étrangère, une entreprise d'ébénisterie dans le faubourg dans lequel et dans les environs duquel de nombreux artisans émigrés de l'Est étaient regroupés. Ses oncles maternels ainsi que l'un de ses trois frères furent aussi ébénistes.
C'est ainsi certainement le milieu familial auquel il appartenait qui détermina Jean-Jacques Krafft, après avoir travaillé aussi la pierre au tout début de sa carrière, à consacrer ensuite celle-ci exclusivement à la statuaire sur bois.
Cette carrière, commencée avant la dernière la dernière guerre mondiale et alors couronnée par le Prix du Salon des artistes français, fut ensuite beaucoup faite de sculpture religieuse de laquelle il vécut. Il eut ainsi, tout au long de sa vie de nombreuses commandes d'institutions, de congrégations et de paroisses.
Il participa cependant par ailleurs régulièrement à divers salons, notamment le Salon de la Mairie du 12e arrondissement de Paris où il fut toujours présent et, tardivement, quelques expositions individuelles de son œuvre eurent lieu dont l'une dans le 6e arrondissement à Paris et plusieurs autres à la Galerie Maurice Ravel dans le 12e arrondissement où il exposa plusieurs fois entouré d'autres membres de sa famille, peintres ou dessinateurs.
À côté de sujets religieux destinés à l'ornement intérieur d'édifices cultuels ou congrégatifs il développa en effet une œuvre profane à la monstration de laquelle il était attaché et par laquelle essentiellement il était entouré dans son atelier. Celle-ci est faite de bustes, notamment un énergique buste de Beethoven, mais surtout de nus dont les courbes et la gestuelle sont éthérées mais dont les formes amples rappellent la manière de Bourdelle.
Il travailla diverses essences, quoique, durant les dernières années il ne disposa plus guère que de bois exotiques. Mais, du tilleul clair à l'ébène sombre (dans laquelle, au début de sa carrière, il réalisa quelques œuvres inspirées par l'art colonial dont une monumentale tête de nègre), son œuvre est sensible à la polychromie du bois et témoigne une approche sensuelle du matériau.
Venu jeune du vieux quartier de Charonne dans le 20e arrondissement (où, son père, Victor Krafft et sa mère, Anne-Marie Demuth résidèrent assez pauvrement, notamment rue Vitruve, avec leurs nombreux enfants) dans le 12e arrondissement où la famille s’installa ensuite rue Claude-Decaen, à proximité de l’école de la rue de la Brèche-aux-Loups qu'il fréquenta avec ses frères et sœurs, il demeura toute sa vie fidèle à ce quartier du 12e arrondissement ou il résida jusqu’à la fin de celle-ci, rue Coriolis, le long des voies ferrées de la gare de Lyon et de la gare de Bercy. Il y fut d'ailleurs bien connu du voisinage puisque, ayant son atelier en boutique au rez-de-chaussée de l'immeuble, de nombreux passants et amis en poussaient souvent la porte toujours entrouverte pour venir bavarder un moment, tandis qu'il sculptait, debout à son établi, face à la verrière et le dos tourné au poêle à copeaux qui réchauffait laborieusement les lieux.
On peut voir de son œuvre religieuse dans divers édifices religieux dans différentes régions et  notamment, près de Paris, dans l’église  du Plessis-Robinson et, un peu plus loin en Île-de-France, dans celles de La Verrière, commune où il décéda, et  d’Auffargis à l'orée de la forêt de Rambouillet, village voisin où Jean-Jacques Krafft passa beaucoup de ses loisirs dominicaux et des anciens habitants duquel il fut une figure bien connue. La fondation des orphelins apprentis d'Auteuil  également a récemment acquis, post mortem, l'une de ses œuvres. La Mairie du 12e arrondissement lui avait également acheté peu de temps avant son décès une statue monumentale, mais sa statutaire profane, par ailleurs présente dans diverses collections particulières, constitue l'essentiel du fonds d'atelier aujourd'hui conservé par sa famille.
Resté actif jusqu'aux toutes dernières années de sa vie, Jean-Jacques Krafft est mort le 10 mars 1997.